# 구양륜
구양 륜(歐陽倫, ? ~ 1397년 7월 23일(음력 6월 29일))은 명나라 초기의 부마도위로, 명 태조의 4녀 안경공주의 남편이다. 아버지는 도독을 지냈다는 것 이외에는 아무것도 알 수 없으며, 이름자도 전해지지 않는다.

## 사적

### 차밀수사건 이전
홍무 14년 12월 8일(1381년 12월 23일), 안경공주와 결혼하여 부마도위가 되었다. 그 이전의 생애와 가세(家世)·출생연도·본관·출신지 등등에 관해서는 전혀 알려진 바 없다.
홍무 17년 10월 12일(1384년 10월 26일), 하남과 북평에 수해가 일어났다. 하남에서는 황하의 제방이 무너졌고, 북평에서는 수해에 가뭄까지 겹쳤다. 명 태조는 부마도위 구양륜·이기·왕녕(王寧)을 하남으로, 부마도위 이견(李堅)·육현·매은을 북평으로 각각 파견하여 현지의 백성들을 진휼하도록 하는 한편 그들에게 현지의 담당 관헌들과 합동으로 호구조사를 실시하라는 칙명을 내렸다.
홍무 27년 2월 17일(1394년 3월 19일), 명 태조는 부마도위 구양륜과 왕녕을 태원의 진왕부(晉王府)로 파견하여, 진왕(晉王) 주강에게 양 1만 마리를 연왕부(燕王府)에 공급하라는 내용과 남경에 머물러 있던 진왕세자를 진국(晉國)으로 돌아오게 하라는 내용의 칙명을 전달하게 하였다.

### 차를밀수하다 들통나 죽다
같은해 4월, 구양륜은 사명을 받들고 섬서등처승선포정사사(陝西等處承宣布政使司, 이하 섬서포정사(陝西布政司))로 출장을 와 있었다. 그런데 구양륜은 예전에도 이미 상당한 불법행위를 일삼던 상습범이었다.
특히 구양륜의 하인 주보(周保)의 횡포가 가장 막심하였다. 주보는 지나가는 곳마다 현지의 담당 관헌들을 구박하며 민간에서 차량들을 징발하라고 강요하여 50대에 이르는 차량들을 받아냈다. 주보 일행이 난현하교순검사(蘭縣河橋巡檢司, 지금의 감숙성 난주시 영등현 하교진(河橋鎭)에 위치해 있었다)를 지나다가 해당 순검사 소속 관원에게 임검을 당하여 가로막히자, 주보는 그 관원을 두들겨 팼고, 심지어는 모욕을 주기까지 하였다. 수치심을 견디지 못한 그 관원은 조정에 이 사정을 호소하였다. 크게 노한 명 태조는 섬서포정사사의 관헌들이 이러한 사정을 알고 있으면서도 보고하지 않았다고 비난하며 구양륜에게 자결을 명하였고, 결국 구양륜은 그날로 스스로 목숨을 끊었다. 주보 등 이 행위들에 관여한 자들은 모조리 주살되었고, 그들이 밀수·밀매한 찻잎과 재화들은 전부 몰수되어 국고에 귀속되었다. 또한 명 태조는 이 사건을 고발한 난현하교순검사 소속 관원이 권세가를 아랑곳하지 않기를 잘해냈다며 칙사를 파견하여 칙서를 가지고 가서 해당 관원을 칭찬하고 위로하도록 하였다. 홍무 30년 6월 29일(1397년 7월 23일)의 일이었다.

### 참조주
1. 1 2 3 4 5 6  중앙연구원 음양력 변환기
2. 1 2 3  (청) 장정옥 외, 《명사》, 권3 본기 제3 태조 3
3. 1 2 3 4  《명태조실록》 제253권, 홍무 30년(1397) 6월 29일(기유) 3번째 기사
4. 1 2 3 4  (청) 하섭(夏燮), 《명통감(明通鑑)》, 권15. 본편(本篇) 11
5. 1 2  (명) 저자 미상, 《천황옥첩(天潢玉牒)》
6. 1 2 3  (청) 장정옥 외, 《명사》, 권121 열전 제9 공주 중 태조의 열 여섯 딸
7. ↑  《명태조실록》 제140권, 홍무 14년(1381) 12월 8일(무오) 1번째 기사
8. ↑  (중국어) 구양륜, 대명(大明) 왕조에서 첫 번째로 공명정대하게 처형된 부마, 도대체 무슨 큰 죄를 지었는가?
9. ↑  《명태조실록》 제166권, 홍무 17년(1384) 10월 12일(병자) 1번째 기사
10. ↑  명 태조, 《태조황제흠록(太祖皇帝欽錄)》
11. ↑  (중국어) 《태조황제흠록(太祖皇帝欽錄)》에서 입수하여 보는 주원장이 공신들을 도륙할 때에 진왕(晉王) 주강(朱棡)이 수행한 임무